# John Masefield

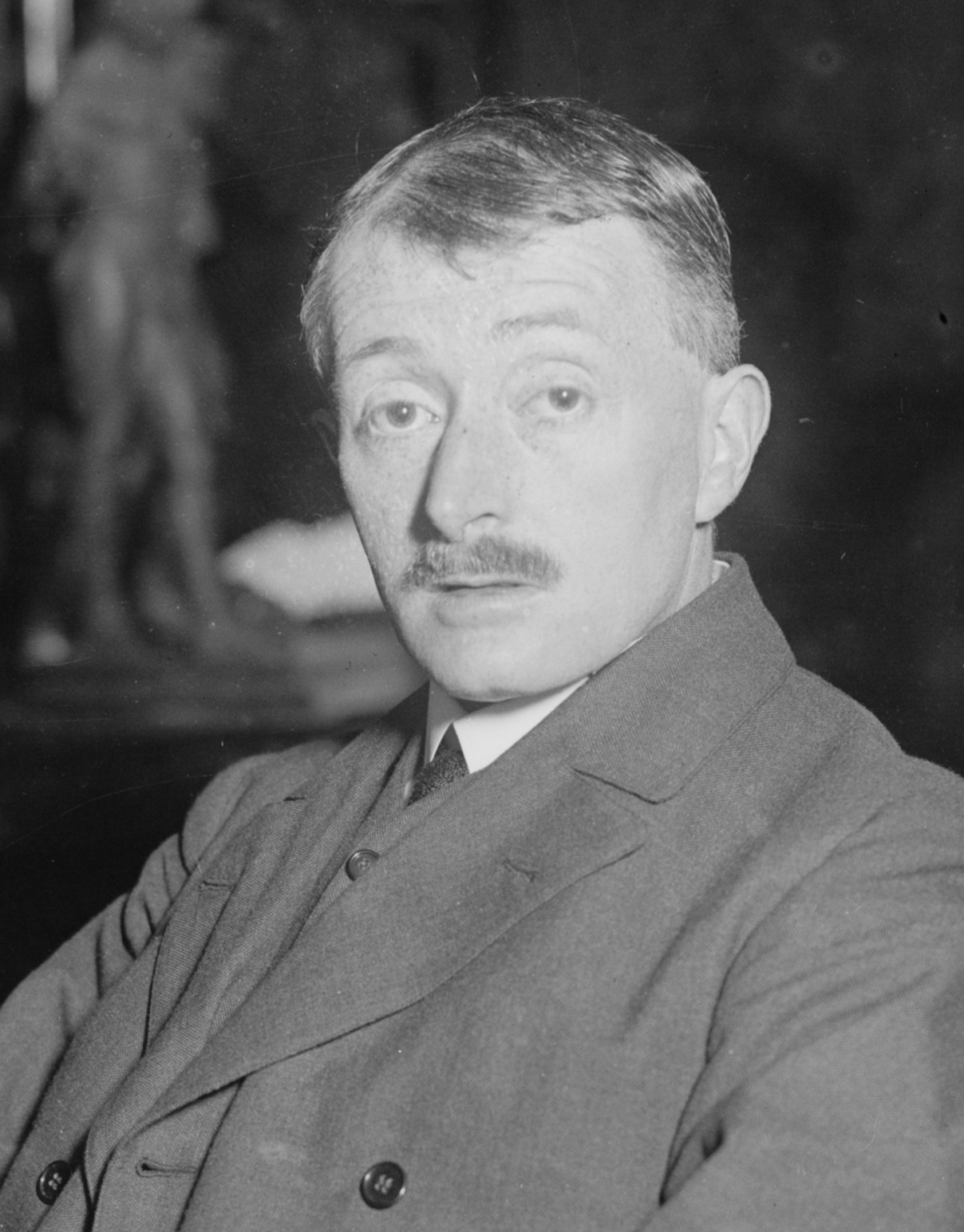
John Masefield w 1916 roku

John Edward Masefield (ur. 1 czerwca 1878 w Ledbury w Herefordshire w Anglii; zm. 12 maja 1967 w Abingdon w Berkshire w Anglii) – angielski poeta i pisarz, wybitny twórca wierszy o tematyce morskiej.

## Życiorys
Masefield urodził się w Ledbury w Herefordshire. Uczył się w King's School w Warwick, ale prawdziwą szkołą życia była dla niego służba we flocie (na pokładzie HMS Conway). W 1895 roku poeta po dopłynięciu do Nowego Jorku opuścił statek i rozpoczął pracę w fabryce dywanów. Po powrocie do Londynu zaczął pisać wiersze i dłuższe poematy, w których zawarł opis swoich przeżyć na morzu, między innymi okrążenia Przylądka Horn, które w środowisku żeglarzy uważane jest za chrzest bojowy marynarza. W czasie pierwszej wojny światowej pisał o klęsce sił sprzymierzonych w Dardanelach. W latach dwudziestych ceniono go na równi z Thomasem Hardym. W 1930 roku Masefield na wniosek ówczesnego premiera Ramsaya MacDonalda król Jerzy V mianował Masefielda Poetą-laureatem, następcą Roberta Bridgesa. W 1935 roku otrzymał Order of Merit. Uniwersytety Yale, Harvarda i Oxford przyznały Masefieldowi tytuły honorowe. Zmarł 12 maja 1967 roku. Został pochowany w Westminster Abbey 20 czerwca tegoż roku.

## Twórczość
Najbardziej znanym cyklem Masefielda są Salt-Water Ballads (1902). Innymi ważnymi utworami są poematy The Widow in the Bye Street (1912), Dauber (1912) i The Daffodil Fields (1913). Najczęściej przywoływanym utworem Masefielda jest wiersz Sea Fever.
Poeta posługiwał się tradycyjnymi formami wiersza, w tym między innymi - jako ostatni na tak szeroką skalę - strofą królewską. Masefield był również wybitnym sonetystą. John Gould Fletcher zauważa, że Masefield jest jednocześnie romantykiem i realistą.

## Przekłady
W Polsce utwory Masefielda tłumaczyli Włodzimierz Lewik (Gorączka morza, Pasaty, Poszukiwacze), Florian Śmieja (Ładunki) i Juliusz Żuławski. Ballady słonowodne tłumaczył Robert Stiller.